# Чапаев, Николай Сергеевич
Никола́й Серге́евич Чапа́ев (18 июля 1923 — 22 октября 2003) — механик-водитель танка, гвардии старший сержант. Герой Советского Союза.

## Биография
Родился 18 июля 1923 года в селе Сиалеевский Майдан (ныне — Кадошкинский район Мордовии).
В армии с декабря 1941 года. Отличился при освобождении польских городов Груец, Мщонув, Жирардув и Сохачев. Участвовал в освобождении военнопленных в городе Бранево.
Звание Героя Советского Союза с вручением ордена Ленина и медали «Золотая Звезда» Николаю Сергеевичу Чапаеву присвоено Указом Президиума Верховного Совета СССР от 27 февраля 1945 года.
После демобилизации жил в Канске. Умер 22 октября 2003 года.
Награждён орденами Ленина, Красного Знамени, Отечественной войны 1-й и 2-й степеней, Красной Звезды, медалями.